# Gonda Van Steen

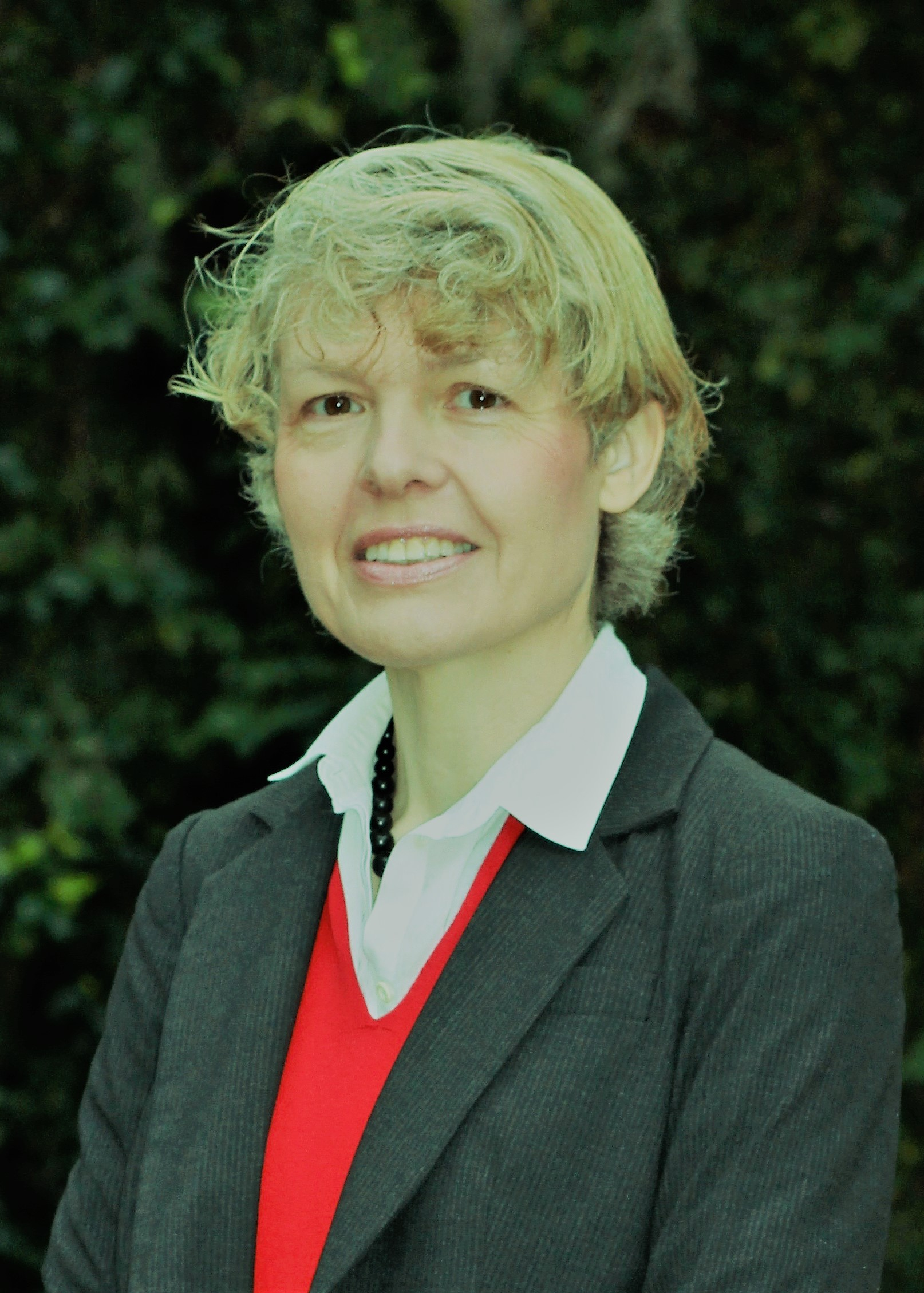
Gonda Van Steen 2018

Gonda Van Steen, vollständig: Gonda Aline Hector Van Steen (* 8. April 1964 in Aalst, Belgien) ist eine belgisch-US-amerikanische Altphilologin und Neogräzistin.
Van Steen studierte von 1982 bis 1986 Klassische Philologie an der Universität Gent, Belgien. Von 1990 an setzte sie ihre Studien in Classics und Hellenic Studies an der Princeton University fort, an der sie 1995 zum Ph.D. promoviert wurde. Danach war sie zunächst Assistant Professor an der Cornell University, seit 1997 Assistant Professor, seit 2002 Associate Professor an der University of Arizona. Seit 2009 lehrt sie als Cassas Professor in Greek Studies Altgriechische und Neugriechische Philologie an der University of Florida. Seit September 2018 ist sie in Nachfolge von Roderick Beaton der neue Koraes Professor of Modern Greek and Byzantine History, Language and Literature im King’s College London.
Forschungsschwerpunkte sind das klassische Drama, insbesondere die Aufführung griechischer Tragödien durch politische Gefangene in griechischen Internierungslagern der unmittelbaren Nachkriegszeit, der französische Diplomat Comte de Marcellus (1795–1865), der wie schon Jean-Baptiste Gaspard d’Ansse de Villoison Griechenland und das Osmanische Reich bereiste, die Rezeptionsgeschichte der klassischen Antike im 19. und 20. Jahrhundert und die Geistesgeschichte des modernen Griechenlands (Feminismus der Nachkriegszeit, Theater und Zensur unter der Militärdiktatur).
Für ihr Buch über die Aristophanes-Rezeption in der Geschichte des modernen Griechenlands erhielt sie im Jahr 2000 einen John D. Criticos Prize der Hellenic Society.

## Schriften (Auswahl)
- Adoption, Memory, and Cold War Greece: Kid pro quo? University of Michigan Press, Ann Arbor 2019.
- Stage of Emergency: Theater and Public Performance under the Greek Military Dictatorship of 1967–1974. Oxford University Press, Oxford 2015.
- Theatre of the Condemned: Classical Tragedy on Greek Prison Islands. OUP, Oxford 2011. Rez. von Diana Gilliland Wright, in: Bryn Mawr Classical Review 2011.09.56
- Liberating Hellenism from the Ottoman Empire: Comte De Marcellus and the Last of the Classics. Palgrave MacMillan, New York 2010. Rez. von Amy Muse, Bryn Mawr Classical Review 2011.05.06
- Venom in Verse: Aristophanes in Modern Greece. Princeton University Press, Princeton NJ 2000. Rez. von Kiki Gounaridou, in: Comparative Drama, 2002.